# Dan Levy (acteur canadien)
Pour les articles homonymes, voir Dan Levy et Levy.
Daniel Levy, dit Dan Levy, est un acteur, écrivain, producteur et personnalité de la télévision canadienne, né le 9 août 1983 à
Toronto en Ontario.
Il est le fils du comédien et acteur Eugene Levy et de la scénariste Deborah Divine Levy. Dan Levy a organisé un après-spectacle pour The Hills qui a été diffusé sur MTV Canada pendant plusieurs saisons.
Il est particulièrement connu pour le rôle de David Rose dans Bienvenue à Schitt's Creek, une série de comédies scénarisées qu'il a co-créée avec son père. Il a remporté plusieurs Canadian Screen Awards, pour son travail sur la série.

## Jeunesse
Daniel Joseph Levy est né à Toronto, en Ontario, en 1983, fils de Deborah Divine et de l'acteur canadien Eugene Levy. Il est le frère aîné de l'actrice Sarah Levy qui joue la serveuse Twyla dans Bienvenue à Schitt's Creek, dans laquelle Dan et son père jouent également les rôles principaux. Il a fréquenté l'école secondaire au North Toronto Collegiate Institute et a ensuite poursuivi la production de films à l'Université York et à l'Université Ryerson. Son père est juif et sa mère est protestante ; la famille célèbre Noël et Hanoucca. Dan Levy s'identifie comme juif et a fait sa bar-mitzvah,.

## Carrière
Dan Levy a commencé sa carrière comme l'un des sept co-hôtes originaux de la série phare MTV Canada, aujourd'hui disparue, MTV Live . Il s'est fait connaître en tant que coanimateur de The After Show de MTV Canada avec Jessi Cruickshank et ses diverses incarnations, comme The Hills : The After Show et The City : Live After Show. Après l'annulation de The After Show et le départ de Cruickshank, Levy a écrit, produit et joué dans son propre Christmas Special pour MTV, Daniel Levy's Holi-Do's & Don'ts, et a co-organisé le MTV Movie Awards Red Carpet, le X- Pré-émission factorielle et couverture nationale des Jeux olympiques de Vancouver pour CTV,. Il a quitté MTV Canada en 2011 après cinq ans avec le réseau.
En 2008, il est apparu dans le Next Top Model du Canada en tant que juge invité.
En tant qu'acteur, il est apparu dans un arc narratif de quatre épisodes de la série télévisée canadienne Degrassi: The Next Generation, qui a fait sa première en tant que téléfilm intitulé Degrassi Goes Hollywood . Dans son arc Degrassi, Levy a joué un producteur de film qui embauche Paige Michalchuk comme premier rôle dans un nouveau film réalisé par l'acteur Jason Mewes. Il est également apparu dans le thriller Offline de 2012 et dans le film Admission de 2013 avec Tina Fey et Paul Rudd.

En 2013, Dan Levy a formé Not a Real Company Productions (avec son père Eugene Levy et les directeurs Andrew Barnsley et Fred Levy). Leur premier projet était un pilote de télévision avec CBC, qui a abouti à Bienvenue à Schitt's Creek. Levy joue également dans la série aux côtés de son père, sa sœur Sarah Levy, Catherine O'Hara, Annie Murphy et Chris Elliott. Dan Levy a parlé publiquement de la représentation de la pansexualité de son personnage, en disant : 
 Je pense que dans certaines parties de l'Amérique, l'ambiguïté sexuelle de David était un gros point d'interrogation. (Mais) ce sont des questions comme celle-là que je trouve assez excitantes. 
 Pour son travail sur Bienvenue à Schitt's Creek, Dan Levy a été nommé pour de nombreux prix, dont plusieurs Canadian Screen Awards pour l'écriture et le théâtre, remportant les prix de la meilleure série comique, de la meilleure écriture dans un programme ou une série comique en 2016 et la meilleure série comique en 2019,.
En mars 2019, Dan Levy a annoncé le renouvellement de la série pour une sixième et dernière saison. Dans une déclaration publiée sur les réseaux sociaux, il a indiqué que la décision de mettre fin à la série après la saison six selon ses propres termes créatifs était un « privilège rare » et a remercié les fans pour leur soutien.
En juillet 2017, il a été annoncé que Dan Levy présenterait le Great Canadian Baking Show avec Julia Tayor Ross, dont la première a eu lieu le 1er novembre à CBC. La controverse a éclaté lorsque John Doyle du Globe and Mail a critiqué le premier épisode de l'émission dans une revue le 30 octobre 2017. L'examen comprenait une critique de la «folie» de Dan Levy lors de sa prestation en tant qu'animateur et une blague faisant allusion au népotisme à la CBC. Tout en reconnaissant l'importance de la critique dans les médias, Levy a qualifié l'utilisation du mot «feyness» «offensante, irresponsable et homophobe ». La rédactrice en chef du Globe, Sylvia Stead, a publié le 9 novembre une déclaration expliquant que « M. Doyle ne savait pas que M. Levy était gay et il a utilisé le terme pour signifier la préciosité ». Elle a également reconnu que, bien que le dictionnaire ne définisse pas « fey » comme une insulte, « nous devons comprendre non seulement le contexte des mots, mais comment ils évoluent et sont perçus par des communautés qui peuvent être à juste titre sensibles à une gamme de significations ». En mars 2019, il a annoncé via Twitter que Chan et lui ne reviendraient pas en tant qu'hôtes pour la troisième saison de la série, citant des « conflits d'horaire ».
En juin 2019, pour marquer le 50e anniversaire des émeutes de Stonewall, déclenchant le début du mouvement moderne pour les droits des LGBTQ, Queerty le cite parmi les 50 « précurseurs qui assurent activement que la société continue de progresser vers l'égalité, l'acceptation et la dignité pour toutes les personnes queers »,.
En septembre 2019, il a été annoncé que Dan Levy avait signé un accord de trois ans avec ABC Studios pour produire et développer du contenu scénarisé.

## Vie privée
Dan Levy partage son temps entre Toronto et Los Angeles, bien qu'il ait dit que Londres est sa « ville préférée », après y avoir vécu en 2005.
Dan Levy avait auparavant évité d'étiqueter publiquement son orientation sexuelle bien que dans une interview accordée à Flare en 2015, il ait été appelé « un membre de la communauté queer ». Dans une interview en 2017, Levy a confirmé qu'il était gay et qu'il avait fait son coming-out à l'âge de 19 ans.

## Filmographie

### Télévision
Séries télévisées
- 2009 : Degrassi : La Nouvelle Génération : Robbie (4 épisodes)
- 2015-2020 : Bienvenue à Schitt's Creek : David Rose (67 épisodes)
- 2018 : Famille moderne[21] : Jonas (1 épisode, "Tout le monde a quelque chose à cacher")
- 2021 : Queer Force : Chasten (voix, 2 épisodes)
- 2023 : Sex Education : M. Malloy (4 épisodes)
- 2023 : The Idol : Benjamin (1 épisode)

Téléfilms
- 2009 : Degrassi à Hollywood : Robbie (téléfilm)
- 2012 : Traquée sur la toile : Jack Dayton / Homme inconnu
- 2019 : Le spectacle de Noël de Kacey Musgraves[22] : le Narrateur
- 2020 : Coastal Elites : Mark Hesterman

### Cinéma
- 2013 : Admission[23] : James
- 2014 : Trac : Journaliste d'animation
- 2020 : Ma belle-famille, Noël et moi : John
- 2023 : Le Manoir hanté : Vic
- 2024 : L'effet Veuf : Marc
- 2024 : Unfrosted : L'épopée de la Pop-Tart (Unfrosted) de Jerry Seinfeld : Andy Warhol

## Récompenses et nominations
| Année | Prix                              | Catégorie                                                                            | Travail                    | Résultat   |
| ----- | --------------------------------- | ------------------------------------------------------------------------------------ | -------------------------- | ---------- |
| 2016  | Prix Écrans canadiens             | Meilleure série comique                                                              | Bienvenue à Schitt's Creek | Lauréat    |
| 2016  | Prix Écrans canadiens             | Meilleur scénario dans une émission ou une série comique                             | Bienvenue à Schitt's Creek | Lauréat    |
| 2016  | Prix Écrans canadiens             | Meilleure performance d'un acteur dans un rôle comique de premier plan               | Bienvenue à Schitt's Creek | Nomination |
| 2016  | Prix Écrans canadiens             | Meilleur projet multiplateforme, fiction - Épisodes Web de Schitt's Creek            | Bienvenue à Schitt's Creek | Nomination |
| 2017  | Prix Écrans canadiens,            | Meilleure performance d'un acteur dans un rôle comique de premier plan               | Bienvenue à Schitt's Creek | Nomination |
| 2017  | Prix Écrans canadiens,            | Meilleure série comique                                                              | Bienvenue à Schitt's Creek | Nomination |
| 2018  | Prix Écrans canadiens,            | Meilleur scénario dans une émission ou une série comique                             | Bienvenue à Schitt's Creek | Nomination |
| 2018  | Prix Écrans canadiens,            | Meilleure performance d'un acteur dans un rôle comique de premier plan               | Bienvenue à Schitt's Creek | Nomination |
| 2018  | 2018 MTV Movie & TV Awards        | MTV Movie Award de la meilleure performance comique                                  | Bienvenue à Schitt's Creek | Nomination |
| 2019  | Prix Écrans canadiens,            | Meilleure série comique                                                              | Bienvenue à Schitt's Creek | Lauréat    |
| 2019  | Prix Écrans canadiens,            | Meilleure réalisation dans un programme ou une série comique (avec Andrew Cividino ) | Bienvenue à Schitt's Creek | Nomination |
| 2019  | Prix Écrans canadiens,            | Meilleur scénario dans une émission ou une série comique                             | Bienvenue à Schitt's Creek | Nomination |
| 2019  | Prix Écrans canadiens,            | Meilleure performance d'un acteur dans un rôle comique de premier plan               | Bienvenue à Schitt's Creek | Nomination |
| 2019  | MTV Movie & TV Awards 2019        | MTV Movie Award de la meilleure performance comique                                  | Bienvenue à Schitt's Creek | Lauréat    |
| 2019  | Primetime Emmy Awards             | Meilleur scénario pour une comédie                                                   | Bienvenue à Schitt's Creek | Nomination |
| 2019  | GLAAD Media Awards                | Prix Davidson / Valentini                                                            | Bienvenue à Schitt's Creek | Lauréat    |
| 2019  | Critics' Choice Television Awards | Meilleur acteur dans un second rôle dans une série comique                           | Bienvenue à Schitt's Creek | Lauréat    |
| 2019  | Screen Actors Guild Awards        | Performance exceptionnelle d'un ensemble dans une série comique                      | Bienvenue à Schitt's Creek | Lauréat    |
| 2019  | Screen Actors Guild Awards        | Meilleur acteur dans une série comique                                               | Bienvenue à Schitt's Creek | Nomination |
| 2020  | Dorian Awards                     | Performance TV de l'année - Acteur                                                   | Bienvenue à Schitt's Creek | Nomination |
| 2020  | Prix Écrans canadiens             | Prix Radius                                                                          | Bienvenue à Schitt's Creek | Lauréat    |
| 2021  | Golden Globes                     | Golden Globe du meilleur acteur dans un second rôle dans une mini série ou téléfilm  | Bienvenue à Schitt's Creek | Nomination |
| 2021  | Primetime Emmy Awards             | Meilleur acteur invité dans une série télévisée comique                              | Saturday Night Live        | Nomination |